# Улотаронт
Улотаронт (англ. Ulotaront), експериментальні назви SEP-363856, SEP-856 — експериментальний антипсихотичний препарат, який проходить клінічні дослідження для лікування шизофренії та психозу при хворобі Паркінсона. Препарат було синтезовано у співпраці між «PsychoGenics Inc.» і «Sunovion Pharmaceuticals» (яка згодом була об'єднана в «Sumitomo Pharma») з використанням моделі поведінки «PsychoGenics» і платформи виявлення фенотипічних ліків «SmartCube» на основі штучного інтелекту.
Улотаронт перебуває на III фазі клінічних досліджень для шизофренії, II/III фазі для генералізованого тривожного розладу та великого депресивного розладу, припинено дослідження для нарколепсії та психотичних розладів.
Дослідження показали, що улотаронт призводить до більшого зниження загальної оцінки шкали позитивних і негативних синдромів порівняно з вихідним рівнем, ніж плацебо. Лікування улотаронтом, порівняно з плацебо, також асоціювалося з покращенням якості сну. Улотаронт був відзначений позначенням проривної терапії завдяки підвищеній ефективності та значному зменшенню побічних ефектів порівняно з поточними методами лікування.

## Побічні ефекти
Побічними ефектами, про які повідомлялося в попередніх клінічних дослідженнях, включали сонливість, збудження, нудоту, діарею та диспепсію. Профіль несприятливих ефектів улотаронту відрізняється від профілю інших антипсихотичних засобів, оскільки його механізм дії не включає антагонізм до рецепторів дофаміну в головному мозку, що є відповідальним за спричинення препаратами рухових розладів (зокрема акатизії), які можуть виникати при застосуванні цих засобів.

## Фармакологія

### Фармакодинаміка
Механізм дії улотаронту при лікуванні шизофренії неясний. Однак вважається, що він є агоністом амін-асоційованого рецептора 1 і рецепторів серотоніну 5-HT1A. Цей механізм дії є унікальним серед доступних антипсихотичних засобів, які, як правило, є антагоністами дофамінових рецепторів (особливо дофамінового D2-рецептора). Улотаронт є повним агоністом TAAR1 людини з EC50 140 нМ і максимальною ефективністю 101,3 %. Він також є частковим агоністом рецептора серотоніну 5-HT1A (EC50 = 2300 нМ; Emax = 74,7 %) і рецептора серотоніну 5-HT1D (EC50 = 262 нМ; Emax = 57,1 %). І навпаки, його дія на різні інші мішені, зокрема різні інші серотонінові рецептори, а також адренергічні та дофамінові рецептори, набагато менш потужна.
Улотаронт знижує базальну рухову активність у гризунів, і цей ефект був відсутній у мишей з нокаутом TAAR1. Він запобігав гіперлокомоції, спричиненій антагоністом рецепторів NMDA фенциклідином. Навпаки, улотаронт не впливав на гіперлокомоцію, спричинену декстроамфетаміном. Подібним чином, це не змінило поведінку лазіння, спричинену апоморфіном.

### Фармакокінетика
Точний фармакокінетичний профіль улотаронту не повідомлявся, хоча розробник припустив, що фармакокінетичні дані підтверджують дозування один раз на добу.

## Дослідження
Станом на 2018 рік «Sunovion», виробник іншого антипсихотика під назвою луразидон («Латуда»), проводить клінічні дослідження улотаронту у партнерстві з компанією доклінічних досліджень «PsychoGenics». FDA надало улотаронту статус проривної терапії. Окрім лікування шизофренії, улотаронт також вивчається для лікування психозу, пов'язаного з хворобою Паркінсона.
Для оцінки впливу улотаронту на негативні симптоми шизофренії використовували «Коротку шкалу негативних симптомів» (BNSS).
У липні 2023 року фармацевтична компанія, яка розробила цей препарат, повідомила, що, згідно з дослідженнями PANSS, препарат не перевершив плацебо в лікуванні пацієнтів із гострими психозами з шизофренією.